# Hiatella meridionalis
Hiatella meridionalis is een tweekleppigensoort uit de familie van de Lyonsiidae. De wetenschappelijke naam van de soort is voor het eerst geldig gepubliceerd in 1846 door d'Orbigny.